# Dissotis
Genre
Dissotis est un genre de plantes à fleurs de la famille des Melastomataceae dont les espèces sont originaires d'Afrique tropicale.

## Liste des variétés et espèces
Selon Catalogue of Life (27 septembre 2017) :
- Dissotis alata A. & R. Fernandes
- Dissotis anchietae A. & R. Fernandes
- Dissotis aprica Gilg ex Engl.
- Dissotis arborescens A. & R. Fernandes
- Dissotis bamendae Brenan & Keay
- Dissotis barteri Hook. fil.
- Dissotis benguellensis A. & R. Fernandes
- Dissotis brazzaei Cogn.
- Dissotis buraeavii (Cogn.) A. & R. Fernandes
- Dissotis bussei Gilg ex A. & R. Fernandes
- Dissotis caloneura Gilg ex De Wild.
- Dissotis carrissoi A. & R. Fernandes
- Dissotis castroi A. & R. Fernandes
- Dissotis chevalieri Gilg ex Jacques-Felix
- Dissotis cogniauxiana A. & R. Fernandes
- Dissotis congolensis (Cogn. ex Buett.) H. Jacques-Félix
- Dissotis conraui Gilg & Ledermann ex Engl.
- Dissotis cordifolia A. & R. Fernandes
- Dissotis crenulata Cogn.
- Dissotis cryptantha Baker
- Dissotis dasytricha Gilg & Ledermann ex Engl.
- Dissotis densiflora (Gilg) A. & R. Fernandes
- Dissotis denticulata A. & R. Fernandes
- Dissotis derriksiana Duvign.
- Dissotis dichaetantheroides Wickens
- Dissotis echinata A. & R. Fernandes
- Dissotis elegans (Robyns & Lawalree) A. & R.Fernandes
- Dissotis falcipila Gilg
- Dissotis fenarolii A. & R. Fernandes
- Dissotis formosa A. & R. Fernandes
- Dissotis fruticosa (Brenan) Brenan & Keay
- Dissotis gilgiana De Wild.
- Dissotis glaberrima A. &. R. Fernandes
- Dissotis glandulicalyx Wickens
- Dissotis glandulosa A. & R. Fernandes
- Dissotis gossweileri Exell
- Dissotis graminicola Hutchinson
- Dissotis grandiflora (Sm.) Benth.
- Dissotis hensii Cogn.
- Dissotis homblei (De Wild.) A. & R. Fernandes
- Dissotis humilis A. Cheval. & Jacques-Felix
- Dissotis idanreensis Brenan
- Dissotis johnstoniana Baker fil.
- Dissotis lanata A. & R. Fernandes
- Dissotis lebrunii (Robyns & Lawalree) A. & R.Fernandes
- Dissotis leonensis Hutchinson & Dalziel
- Dissotis linearis Jacques-Felix
- Dissotis loandensis Exell
- Dissotis longicaudata Cogn.
- Dissotis longisepala A. & R. Fernandes
- Dissotis longisetosa Gilg & Lederm. ex Engl.
- Dissotis louisii Jac.-Fél.
- Dissotis luxenii (De Wild.) A. & R. Fernandes
- Dissotis melleri Hook. fil.
- Dissotis multiflora (Sm.) Triana
- Dissotis pachytricha Gilg ex De Wild.
- Dissotis pauciflora (Baker) H. Jacques-Félix
- Dissotis pauwelsii Jacques-Felix
- Dissotis peregrina A. & R. Fernandes
- Dissotis perkinsiae Gilg
- Dissotis polyantha Gilg
- Dissotis princeps (Kunth) Triana
- Dissotis procumbens A. & R. Fernandes
- Dissotis pterocaulon Wickens
- Dissotis pulchra A. & R. Fernandes
- Dissotis rhinanthifolia (Brenan) A. & R.Fernandes
- Dissotis romiana De Wild.
- Dissotis ruandensis Engl.
- Dissotis sessili-cordata Wickens
- Dissotis sessilis Hutchinson ex Brenan & Keay
- Dissotis simonis-jamesii Buscalioni & Muschler
- Dissotis sizenandii Cogn.
- Dissotis speciosa Taub.
- Dissotis splendens A. Cheval. & Jacques-Felix
- Dissotis swynnertonii (E. G. Baker) A. & R.Fernandes
- Dissotis thollonii Cogn. ex Büttn.
- Dissotis trothae Gilg
- Dissotis welwitschii Cogn.
- Dissotis wildei Jacques-Felix

Selon GRIN (27 septembre 2017) :
- Dissotis canescens (E. Mey. ex Graham) Hook. f.
- Dissotis princeps (Kunth) Triana
- Dissotis senegambiensis (Guill. & Perr.) Triana

Selon NCBI (27 septembre 2017) :
- Dissotis canescens
- Dissotis chevalieri
- Dissotis congolensis
- Dissotis crenulata
- Dissotis cryptantha
- Dissotis denticulata
- Dissotis falcipila
- Dissotis gilgiana
- Dissotis grandiflora
- Dissotis longisetosa
- Dissotis multiflora
- Dissotis perkinsiae
- Dissotis princeps
- Dissotis pulchra
- Dissotis romiana
- Dissotis sizenandii
- Dissotis thollonii
  - variété Dissotis thollonii var. thollonii
- Dissotis trothae
- Dissotis tubulosa
- Dissotis welwitschii

Selon The Plant List (27 septembre 2017) :
- Dissotis antennina (Sm.) Triana
- Dissotis barteri Hook. f.
- Dissotis brazzaei Cogn.
- Dissotis buettneriana (Cogn. ex Büttner) Jacq.-Fél.
- Dissotis bureaevii A. Fern. & R. Fern.
- Dissotis canescens (E. Mey. ex Graham) Hook. f.
- Dissotis capitata (Benth.) Hook. f.
- Dissotis congolensis Jacq.-Fél.
- Dissotis controversa (A. Chev. & Jacq.-Fél.) Jacq.-Fél.
- Dissotis cornifolia (Benth.) Hook. f.
- Dissotis fruticosa (Brenan) Brenan & Keay
- Dissotis glaberrima A. Fern. & R. Fern.
- Dissotis grandiflora (Sm.) Benth.
- Dissotis hensii Cogn.
- Dissotis irvingiana Hook.
- Dissotis multiflora (Sm.) Triana
- Dissotis pauciflora (Baker) Jacq.-Fél.
- Dissotis phaeotricha (Hochst.) Hook. f.
- Dissotis princeps (Kunth) Triana
- Dissotis pulchra A. Fern. & R. Fern.
- Dissotis thollonii Cogn. ex Büttner

Selon Tropicos (27 septembre 2017) (Attention liste brute contenant possiblement des synonymes) :
- Dissotis afzelii Hook. f.
- Dissotis alata A. Fern. & R. Fern.
- Dissotis alpestris Taub.
- Dissotis amplexicaulis Jacq.-Fél.
- Dissotis anchietae A. Fern. & R. Fern.
- Dissotis angustifolia A. Fern. & R. Fern.
- Dissotis antennina (Sm.) Triana
- Dissotis aprica Engl.
- Dissotis arborescens A. Fern. & R. Fern.
- Dissotis autraniana Cogn.
- Dissotis bambutorum Gilg & Ledermann ex Engl.
- Dissotis bamendae Brenan & Keay
- Dissotis barteri Hook. f.
- Dissotis brazzaei Cogn.
- Dissotis buettneriana (Cogn. ex Büttner) Jacq.-Fél.
- Dissotis bureaevii A. Fern. & R. Fern.
- Dissotis bussei Engl.
- Dissotis caloneura Gilg ex Engl.
- Dissotis candolleana Cogn.
- Dissotis canescens (E. Mey. ex Graham) Hook. f.
- Dissotis capitata (Benth.) Hook. f.
- Dissotis cinerascens Hutch.
- Dissotis congolensis Jacq.-Fél.
- Dissotis conrauii Gilg ex Engl.
- Dissotis controversa (A. Chev. & Jacq.-Fél.) Jacq.-Fél.
- Dissotis cornifolia (Benth.) Hook. f.
- Dissotis cryptantha Baker f.
- Dissotis debilis (Sond.) Triana
- Dissotis decumbens (P. Beauv.) Triana
- Dissotis deistelii Gilg ex Engl.
- Dissotis densiflora (Gilg) A. Fern. & R. Fern.
- Dissotis denticulata A. Fern. & R. Fern.
- Dissotis dichaetantheroides Wickens
- Dissotis elliotii Gilg
- Dissotis erecta Dandy
- Dissotis falcipila Gilg
- Dissotis floribunda A. Chev.
- Dissotis formosa A. Fern. & R. Fern.
- Dissotis fruticosa (Brenan) Brenan & Keay
- Dissotis gilgiana De Wild.
- Dissotis glaberrima A. Fern. & R. Fern.
- Dissotis glandulicalyx Wickens
- Dissotis glandulosa A. Fern. & R. Fern.
- Dissotis glauca Keay
- Dissotis gracilis Cogn.
- Dissotis graminicola Hutch.
- Dissotis grandiflora (Sm.) Benth.
- Dissotis greenwayi A. Fern. & R. Fern.
- Dissotis hensii Cogn.
- Dissotis hildebrandtii Kraenzl.
- Dissotis hirsuta Hook. f.
- Dissotis humilis A. Chev. & Jacq.-Fél.
- Dissotis idanreensis Brenan
- Dissotis incana Triana
- Dissotis irvingiana Hook.
- Dissotis jacquesii A. Chev.
- Dissotis johnstoniana Baker f.
- Dissotis kerstingii Gilg ex Engl.
- Dissotis laevis Hook. f.
- Dissotis lambii Hutch.
- Dissotis lanata A. Fern. & R. Fern.
- Dissotis lanceolata Cogn.
- Dissotis lecomteana Hutch. & Dalziel
- Dissotis leonensis Hutch. & Dalziel
- Dissotis linearis Jacq.-Fél.
- Dissotis longisepala A. Fern. & R. Fern.
- Dissotis longisetosa Gilg & Ledermann ex Engl.
- Dissotis macrocarpa Gilg
- Dissotis melleri Hook. f.
- Dissotis muenzneri Gilg ex Engl.
- Dissotis multiflora (Sm.) Triana
- Dissotis pachytricha Gilg ex R.E. Fr.
- Dissotis pauciflora (Baker) Jacq.-Fél.
- Dissotis paucistellata Stapf
- Dissotis pauwelsii Jacq.-Fél.
- Dissotis peregrina A. Fern. & R. Fern.
- Dissotis perkinsiae Gilg
- Dissotis phaeotricha (Hochst.) Hook. f.
- Dissotis plumosa (D. Don) Hook. f.
- Dissotis pobeguinii Hutch. & Dalziel
- Dissotis polyantha Gilg
- Dissotis princeps (Kunth) Triana
- Dissotis prostata Hook. f.
- Dissotis pterocaulos Wickens
- Dissotis pulcherrima Gilg
- Dissotis pulchra A. Fern. & R. Fern.
- Dissotis pusilla R.E. Fr.
- Dissotis pygmaea A. Chev. & Jacq.-Fél.
- Dissotis radicans? Hook. f.
- Dissotis romiana De Wild.
- Dissotis rotundifolia (Sm.) Triana
- Dissotis ruandensis Engl.
- Dissotis rupicola Gilg ex Engl.
- Dissotis segregata (Benth.) Hook. f.
- Dissotis senegambiensis (Guill. & Perr.) Triana
- Dissotis seretii De Wild.
- Dissotis sessili-cordata Wickens
- Dissotis sessilis Hutch. ex Brenan & Keay
- Dissotis simonis-jamesii Buscal. & Muschl.
- Dissotis sizenandii Cogn.
- Dissotis speciosa Taub.
- Dissotis spectabilis Gilg
- Dissotis splendens A. Chev. & Jacq.-Fél.
- Dissotis sylvestris Jacq.-Fél.
- Dissotis talbotii Baker f.
- Dissotis tanganyikae Kraenzl.
- Dissotis tenuis A. Fern. & R. Fern.
- Dissotis theifolia (G. Don) Hook. f.
- Dissotis thollonii A. Chev.
- Dissotis tisserantii Jacq.-Fél.
- Dissotis trothae Gilg
- Dissotis tubulosa Triana
- Dissotis urundiensis Gilg
- Dissotis villosa Hook. f.
- Dissotis violacea Gilg
- Dissotis welwitschii Cogn.